# Казалатико
Казала̀тико (на италиански: Casalattico, на местен диалект Casàlë, Казалъ) е село и община в Централна Италия, провинция Фрозиноне, регион Лацио. Разположено е на 420 m надморска височина. Населението на общината е 656 души (към 2010 г.).